# Johannes Klasing

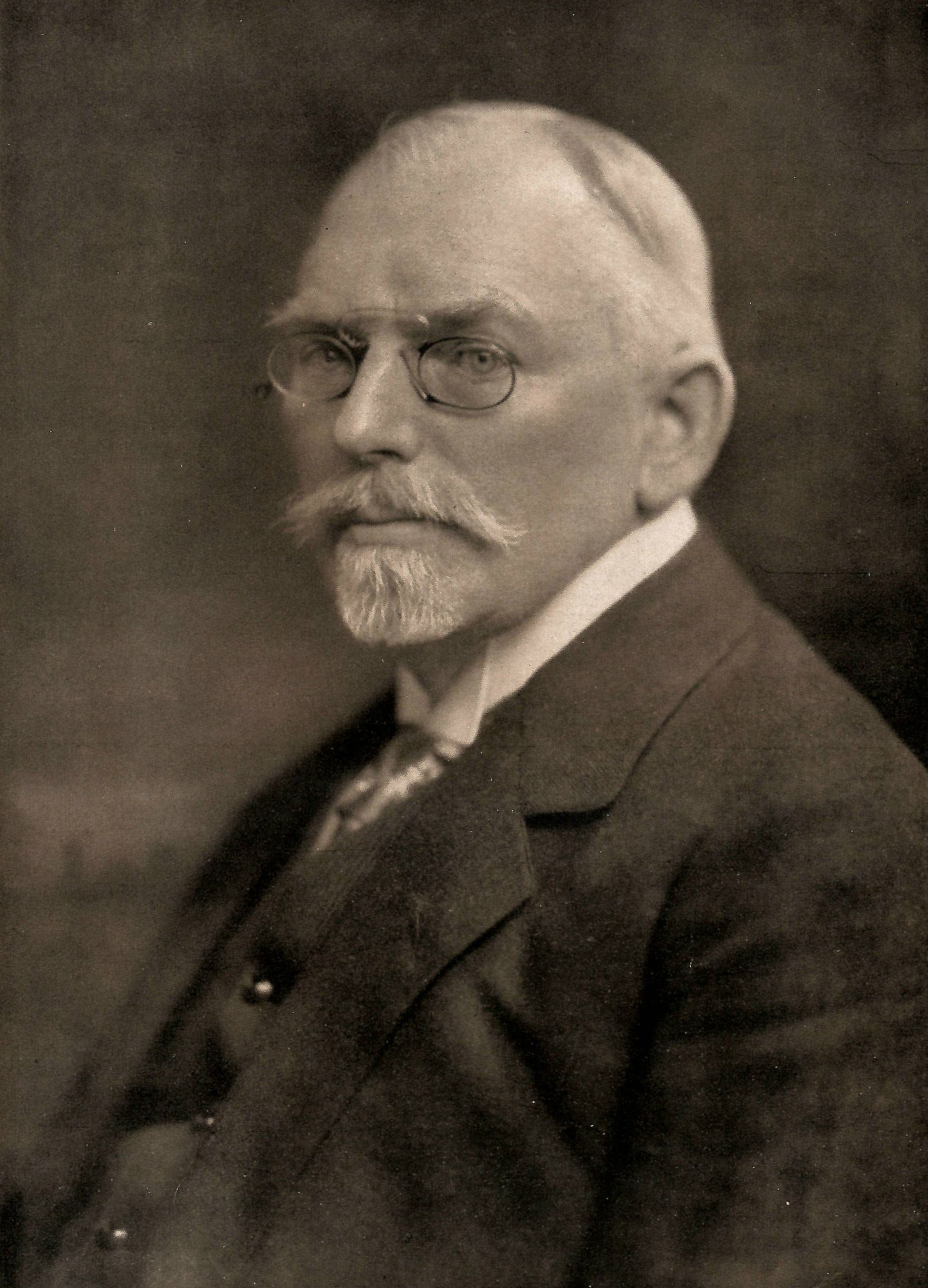
Johannes Klasing, um 1916

Johannes Klasing (* 19. Oktober 1846 in Bielefeld; † 14. April 1927 ebenda; vollständiger Name: Heinrich August Johannes Klasing) war ein deutscher Verleger.

## Leben
Johannes Klasing entstammte einer Bielefelder Handwerker- und späteren Kaufmannsfamilie. Seine Eltern waren der Verleger und Mitbegründer des Verlags Velhagen & Klasing, August Klasing (1809–1897) und Auguste Klasing geb. Nordsieck (1821–1866). 
Johannes Klasing stieg in den väterlichen Verlag ein und leitete ihn von Berlin aus. Mit Buchhandlungen, Druckereien und einer Geographischen Anstalt baute er ihn zu einem der führenden Verlage Deutschlands aus.
Er heiratete 1880 Henriette Charlotte Magdalene geb. Quentell (* 1846), mit der er sechs Kinder hatte, unter ihnen sein Nachfolger als Verleger August Klasing (1881–1958).
Gemeinsam mit seinem Schwiegersohn Konrad Delius gründete Klasing 1911 den Verlag Delius Klasing, zunächst als Zeitschriftenverlag. Erstes Verlagsprodukt war die Allgemeine Automobil-Zeitung, Organ des Kaiserlichen Automobilclubs.
Klasing wurde der Ehrentitel eines Kommerzienrats verliehen. 1912 berief ihn Wilhelm II. „aus Allerhöchstem Vertrauen“ zum Mitglied des Preußischen Herrenhauses. Er war Mitbegründer der Kaiser-Wilhelm-Gesellschaft zur Förderung der Wissenschaften.